# 杉原輝雄
杉原 輝雄（すぎはら てるお、1937年〈昭和12年〉6月14日 - 2011年〈平成23年〉12月28日）は、大阪府茨木市出身のプロゴルファー。
約50年に渡って現役を続行してきた存在感の大きさから「日本プロゴルフ界のドン」と呼ばれた、永久シード権獲得者であった。
長男の敏一もプロゴルファー。

## 来歴
農家の三男として生まれるが、実家は僅かな小作をしながら質素に暮らしていた。小学生の頃から関西の名門である茨木カンツリー倶楽部にキャディとして働き、中学卒業後の1953年に同CCに就職。飴やビー玉を買うための小遣いほしさに土日、ボールを拾うため弁当を持ってクラブに通うようになったのがきっかけであった。定時制高校に通いながら、洗濯係を経て研修生となり、寺本金一らに師事しゴルフを始める。その頃の中卒の初任給が3〜5,000円であったが、プロゴルファーは3万円くらいはもらっていたというクラブで得た情報に、杉原は大金が取れるゴルファーになることを決め込んだ。客がラウンドする前から、終わるまで練習グリーンでずっとパットをするなど努力を続け、1957年に20歳でプロへ転向。
1958年の関西オープンでデビューすると、1962年の日本オープンでは一進一退の混戦を制し、陳清波（ 中華民国）・橘田規・小針春芳を抑えて初優勝。
1963年にはアジアサーキットのフィリピンオープンでベン・アルダ（ フィリピン）の2位に入り、1964年には中日クラウンズで中村寅吉との競り合いを制して8打差の大逆転優勝を果たし、細石憲二に競り負けた前年の雪辱を果たした。
1965年には関西オープン、関西プロを共に2連覇するなど勢いに乗り、日本シリーズでは4日間首位を走る完全優勝をさらった。初日は3アンダー70で2位の橘田と石井富士夫に5打差、2日目も71と好調で2位の橘田に8打差の独走態勢を固めた。舞台を東京に移した3日目も2アンダー70と安定し、2位の橘田に11打の大差。最終日も危なげなく前日同様の11打差をつけたまま逃げ切ったが、6アンダー284は前年優勝の陳と同スコアであった。
1970年には初日69、2日目73で2日間首位を快走。東京での3日目は69で回って2位の島田幸作に4打差の大量リードとなり、最終日も危なげなく通算6アンダーで5年ぶり2度目の制覇。1973年は3連覇がかかった尾崎が伸び悩んだことで安田春雄との争いになり、杉原が逆転で3年ぶり3度目の優勝を決め250万円を獲得。
1965年には第1回関西有名プロゴルフ競技で50歳の戸田藤一郎と同スコアで優勝し初代覇者となり、1967年の同大会では杉本英世をプレーオフで下して2勝目を挙げる。
1968年にはアジアサーキットの香港オープンでランドール・バインズ（ オーストラリア）の2位に入り、1969年の同大会では最終日に首位に4打差でスタート。土砂降りの雨の中で前半2つ伸ばすと、13番からの3連続バーディーで、序盤で躓いた首位のラモン・ソタ（ スペイン）を逆転し、ベストスコア66の通算6アンダーでモーリス・ベンブリッジ（ イングランド）を抑えて優勝。
1971年の関西プロでは56歳の戸田と一歩も譲らぬプレーオフを演じ、10番、11番、18番の3ホール合計で争うもので、2人のプレーを大勢のギャラリーが見守った。10番、11番はお互いにパーで、勝負は18番にもつれ込む。途中からやや上りのホールで、56歳の戸田はすっかり疲れ果てていたが、杉原は「おとっつあん、しっかりしってよ」と戸田の尻を押しながら歩いた。結果はパット勝負となり、杉原は敗れたが、戸田との互角の勝負を繰り広げたことで、杉原の名声はますます上がった。
1973年にはツアー施行に伴い、賞金シード権を獲得。以降22年に渡り賞金シードを獲得し続けたが、優勝回数は国内男子プロとしては尾崎将司・青木功に次ぐ歴代3位であるものの、ツアー施行後は青木・尾崎に中嶋常幸を加えた「AON時代」に突入していたためにレギュラーツアーにおいて賞金王を獲得したことは無い。
かつては距離のあるコースや、雨で球が飛ばなくなった日はお手上げと言われていたが、1973年のゴルフダイジェストトーナメントでは4日目は雨で時々試合は中断された程の悪条件下で優勝。
1977年の香港オープンでは初日を高橋勝成・アルダら12選手と共に首位と1打差の8位タイでスタートし、2日目には69をマークして岩下吉久・謝敏男&陳健振（中華民国）と並んでの首位タイに浮上。3日目にはサイモン・オーウェン（ ニュージーランド）と共に首位と1打差の3位に着け、最終日には謝敏の2位に入る 。
1977年、1978年、1980年と全日空札幌オープンを2連覇を含めて3勝している。1977年は最終日に3番ホールの15mのロングパットを決めており、ドライバーの飛距離ではなく、小技を駆使して手堅くパープレーでまとめての逆転勝利となる。杉原は通算33勝目を挙げ、この時点で中村、尾崎と並ぶ日本最多勝記録となった。1978年は精密機械のようなゴルフで青木・中嶋を圧倒し、飛ばし屋の2人がショートアイアンで打つケースを後方からウッドでピンに絡める技術を駆使し、通算4アンダーで連覇を達成。杉原は通算34勝で史上2位の中村に並ぶ。1980年はスタートから名勝負を繰り広げ、最終日3番ホールから5連続バーディー。15番ホールでは木に遮られショットができない危機に陥るも、左打ちで切り抜け、3度目の大会制覇を成し遂げた。
関西の若手を引っ張るリーダーとしても慕われ、1984年には日本プロゴルフ選手会初代会長に就任。1987年には突然激しい腹痛に見舞われ腎嚢胞を患うが、1989年にはツアー施行後25勝で永久シード権を獲得。25勝目を決めたのはダイワKBCオーガスタで、開催中は着々とスコアを伸ばすと、最終日の最終18番で1.5ｍのバーディーパットをカップインし、世界初のツアーとシニア同年優勝と4人目の「名誉終身シード選手」を獲得。
1990年のブリヂストン阿蘇オープンでは初日に雨と風に泣かされる選手が多い中、安定したショットと好パットで4バーディーを奪い、ボギー無しの4アンダーで首位に立った。雨で1日延びた2日目には雨の交じる悪コンディションで全般にスコアが伸び悩んだ中、手堅いゴルフをスコアを1つ伸ばし、通算5アンダーとして首位を守った。最終日は5アンダーでスタートし、1打差で追う湯原信光とのマッチレースで、前半は息詰まるような展開になる。一時は湯原に逆転されて2打差付けられるが、途中から崩れたことで再逆転し、結局、スコアを2落としたものの湯原に2打差付けて逃げ切った。
1990年には日本ユネスコフェアプレー賞を受賞し、同年には「NHK趣味講座 杉原輝雄の実戦ゴルフ」に講師として出演。
1991年にはJGA認定証（グランドマスター）、1995年にはゴルファー・オブ・ザ・イヤー1995を獲得する。1997年には前立腺癌の告知を受けるが、ゴルフを続けられなくなるという理由で手術を拒否し、投薬治療を選択した。
2001年の静岡オープン以来レギュラーツアーの予選通過はなかったが、2006年のつるやオープンで58試合ぶりに予選を通過。68歳10ヶ月での予選通過は日本ツアー最年長記録であると同時に、アメリカツアーのサム・スニードが達成した67歳2ヶ月をも上回る世界最年長記録である。2008年には癌が転移していることも判明したが「生涯現役」を標榜して、シニアツアーと並行してレギュラーツアーにも出場を続け、同じ関西出身の金井清一と共に両ツアーを盛り上げた。2007年9月13日に行われた日本プロゴールドシニア最終日でエージシュートを達成しトータル3アンダー141で優勝するが、同日に行なわれたチャレンジトーナメントのSRIXONチャレンジでは長男の敏一が優勝し、親子同日優勝を達成。2008年6月14日には71歳の誕生日を迎えた日に開催された「杉原輝雄メモリアル第4回旭川オープンゴルフ選手権大会」において予選70ストロークで決勝へ進出し、決勝でも71ストロークと2日連続のエージシュートを達成。同大会には川岸良兼、鈴木亨、宮里聖志、小山内護、宮本勝昌、加瀬秀樹、尾崎直道、飯合肇、丸山大輔、すし石垣、上田論尉等のレギュラー・シニアツアーのトッププロが出場していた。7月9日、10日に行われた関西プロゴールドシニアでも70，65の2日連続のエージシュートを達成し、135の通算9アンダーで優勝した。
2009年には中日クラウンズで同一大会50年連続出場を達成し、アーノルド・パーマーのマスターズ連続出場およびC.エバンズの全米アマにおける連続出場の世界タイ記録に並ぶ。2日目には11番パー4で残り150ヤードの第2打を6Iで直接沈めてイーグルを奪取し、1999年のミズノオープン初日に6番で達成して以来となる11年ぶりのイーグルで、自らの連続出場の世界記録更新に華を添えた。2010年4月29日にはクラウンズ出場が51年連続となり、世界記録を更新。
2011年の同大会へは体調不良の為参加を見送ると発表、記録も途切れることとなった。同年12月20日にはスポーツ功労者文部科学大臣顕彰を受けるが、8日後の28日に前立腺癌のため死去。74歳没。法名は「釋修輝（しゃくしゅうき）」。30日には永久契約を結んでいたデサントの担当者が前日東京から足を運び、来季契約書を遺族に手渡した。翌31日の葬儀の際には棺に入れられ、粋な計らいでファンを感動させた。
2014年12月16日、第3回日本プロゴルフ殿堂入り顕彰者に選出された。

## 人物
- 練習量の多さはゴルフ界では有名であり、杉原の練習熱心な姿を見て育った関西出身のプロゴルファーも少なくない。また、先進的な道具に対しても積極的に取り入れ、特に162cmとプロスポーツ選手としては小柄な体格をカバーするために、1990年代にはドライバーのシャフトを徐々に長くして47インチドライバーにも取り組んだ、長尺ドライバーの先駆者でもある。衰えた筋力の強化のため、1996年5月からは加圧トレーニングを開始していた。

- ゴルフのアドバイスを誰かれなく熱心に指導したが、ゴルフとは別の道で成功した人には杉原の"金言"もなかなか受け入れられないことがあった[33]。いつしか影で"教え魔"のような評判を取るようになり[33]、サントリーオープンのプロアマ大会で、杉原は何もする気はなかったのに、司会の土居まさるが出場していた「江川くん（江川卓）のフォームはどうですか?」と聞いてきたため、やむを得ず江川が構えた時に近づいたら江川に「ほい来た」と言われた[33]。

- 以前競走馬を所有していたことがあるが、エリモバーベナが中央で3勝を挙げた以外は、目立った成績を残していない。因みにこの馬は、日本で唯一の牝馬の誘導馬として現在も健在である。

## 優勝試合一覧
- 1962年 - 日本オープン
- 1963年 - ビッグ4ゴルフ
- 1964年 - 関西オープン、関西プロ、中日クラウンズ
- 1965年 - 関西プロ、関西オープン、関西有名プロ、日本シリーズ
- 1966年 - 関西ベストプロ
- 1967年 - 関西プロ、関西有名プロ、全日本トッププロ
- 1968年 - 関西オープン、日本プロベスト10、瀬戸内サーキット広島
- 1970年 - 瀬戸内サーキット倉敷、日本シリーズ
- 1971年 - 関西オープン
- 1972年 - 関西プロ
- 1973年 - ゴルフダイジェスト、関西オープン、日本シリーズ
- 1974年 - 関西オープン、ウイザード、グランドモナーク、ABC日米対抗
- 1975年 - 総武国際オープン、東西対抗、関西オープン、オールスター
- 1977年 - 全日空札幌オープン
- 1978年 - 全日空札幌オープン、関西プロ
- 1979年 - よみうりオープン
- 1980年 - 関西プロ、全日空札幌オープン、ゴルフダイジェスト
- 1981年 - 東北クラシック
- 1982年 - 美津濃トーナメント、デサント大阪オープン、日本国土計画サマーズ、関西オープン、ジーン・サラゼン ジュンクラシック
- 1983年 - デサント大阪オープン
- 1984年 - 関西プロ
- 1985年 - 札幌とうきゅうオープン
- 1986年 - 東北クラシック、関西プロ
- 1989年 - ダイワKBCオーガスタ
- 1990年 - ブリヂストン阿蘇オープン、関西オープン、大京オープン

海外
- 1969年 - 香港オープン

シニア
- 1989年 - 日本プロシニア、ミサワリゾートシニア
- 1990年 - アイスターシニアカップ
- 1992年 - 日本プロシニア
- 1993年 - 関西プロシニア
- 1995年 - 日本プロシニア
- 2007年 - 日本プロゴールドシニア
- 2008年 - 関西プログランド・ゴールドシニア

## テレビ出演
前述の趣味講座の他に、サンテレビジョンで1980年代から長年にわたりゴルフレッスン番組の司会を担当した。杉原が出演した番組のタイトルは以下の通りである。なお、一部の番組には敏一も出演している。
- 「杉原輝雄のゴルフ招待席」
- 「杉原輝雄の女子プロ招待席」
- 「杉原輝雄招待席 ゴルフどんとこい!!」( - 2006年3月29日、全625回)
- 「杉原輝雄のゴルフ!ご意見番!!」(2006年4月5日 - ）

### CM
- 松下電器産業 ビデオ マックロード55（1978年）[34]
- シンエイ「SOD酵素」（1984年）  - 志摩シーサイドカンツリークラブで撮影が行われ、ゴルフクラブを磨く杉原の映像などが流れる。杉原が「健康の」と言った後、和太鼓の撥を持ってそれを叩く[注 4]。
- 食道園（1990年代前半）  - ゴルフクラブのヘッドカバーに「神様」（黒色）・「仏様」（灰色）・「焼肉様」（白色）と書かれたものが映るCMと風船をつかんで微笑むCMに出演した。
- サッポロビール「黒ラベル」（1990年。長男・敏一と共演）  - バンカーショットの練習をする敏一のコーチ役を演じた。
- ハウス食品「好きやねん」（1994年。桑名正博・羽野晶紀と共演）  - ラーメン屋台の大将役を演じた杉原は、おしゃべりを続ける客（演 - 桑名・羽野）に「黙って食べ」と注意した。
- 参天製薬「サンテドウ」

### 広告（イメージキャラクター）
- 森下仁丹「カンカ・マカ」（2007年 - 2008年）[35]